# Списак рудника у Бугарској
Списак рудника у Бугарској представља листу активних и затворених рудника у земљи, при чему су рудници подељени према врсти миерала који се ископава. Из практичних разлога, на листи се могу наћи и поједини каменоломи. 

## Угаљ
Рудник угља Тројаново-1
Рудник угља Тројаново-1 је велики рудник угља, смештен у провинцији Бургас. Тројаново-1 представља једну од највећих резерви угља у Бугарској са процењеним резервама од 525,3 милиона тона угља и годишњом производњом угља од око 8 милиона тона.
Рудник угља Тројаново-3
Рудник угља Тројаново-3 је велики рудник угља, смештен у провинцији Бургас. Тројаново-3 представља једну од највећих резерви угља у Бугарској са процењеним резервама од 336,2 милиона тона угља и годишњом производњом угља од око 2 милиона тона.

## Бакар
Рудник Асарел
Рудник Асарел је велики рудник бакра који се налази у западној Бугарској у провинцији Софија. Асарел представља једну од највећих бакарних резерви у Бугарској, али и у свету, с обзиром на процењене резерве од 318 милиона тона руде, које садрже око 0,36% бакра.
Рудник Еласите
Рудник Елacите је велики рудник бакра који се налази на западу Бугарске у провинцији Софија. Еласите представља једну од највећих резерви бакра у Бугарској и у свету, а процењује резерве од 650 милиона тона руде са 0,3% бакра. Рудник је тренутно у власништву групације Геотечмин.

## Злато
Рудник Челопеч
Рудник Челопеч један је од највећих рудника злата у Бугарској. Рудник се налази у западном делу земље у провинцији Софија. Резерве се процењују на 41 тону злата и 4.182 тоне сребра.

## Со
Рудник Мирово
Рудник Мирово је велики рудник соли који се налази у источној Бугарској у провинцији Велико Трново. Мирово представља једну од највећих резерви соли у Бугарској са процењеним резервама од 4,357 милиона тона NaCl.